# Nòctul de les Açores
El nòctul de les Açores (Nyctalus azoreum) és l'única espècie de ratpenat de les illes Açores, on habita totes les de l'arxipèlag.
És més petit que Nyctalus leisleri però s'hi assembla molt.
Viu en hàbitats variats, des de boscs fins a pobles, i busca refugi tant en ambients naturals (esquerdes de penya-segats o forats d'arbres) com humanitzats (edificis abandonats).
Les poblacions de diferents parts de l'arxipèlag mostren diferències genètiques importants, el que suggereix que han evolucionat aïllades. El fet que no es detecti dispersió de ratpenats d'una illa a l'altra ho reforça.